# Curaco de Vélez
Curaco de Vélez ist eine Kommune im Süden Chiles. Sie liegt auf der Insel Quinchao in der Provinz Chiloé in der Region de los Lagos. Sie hat 3829 Einwohner und liegt ca. 120 Kilometer südwestlich von Puerto Montt, der Hauptstadt der Region.

## Geschichte
Der Name Curaco de Vélez stammt aus dem Spanischen und dem Mapudungun. Curaco bedeutet in letzterem etwa so viel wie aus den Felsen gewonnenes Wasser, während Vélez vermutlich der Nachname einer der ersten spanischen Familie des Dorfes war. Anfang des 17. Jahrhunderts wurde das Gebiet erstmals von den Spaniern besetzt und unter spanische Verwaltung gestellt, ab 1666 wurde das Dorf sowohl von Spaniern als auch von Ureinwohnern bewohnt. 1787 wurde in einer Volkszählung auf der Insel Chiloé von Francisco Hurtado del Pino Curaco de Vélez erstmals als eigenständige Ortschaft erwähnt, damals mit 1216 Einwohnern, die zu 85 % spanisch waren. Durch die frühe und enge Verwurzelung der spanischen und indigenen Bevölkerung bezeichnet sich auch heute nur noch etwa ein Drittel als indigen, der geringste Wert der Provinz Chiloé. Ab 1901 begann eine Restrukturierung der Stadt mit dem Bau einer Kirche und eines Hauptplatzes, die bei einem Brand 1971 zerstört wurde. Aus Curaco de Vélez stammen mehrere bekannte chilenische Admiräle und Seeleute, wie Galvarino Riveros Cárdenas, der beim Salpeterkrieg entscheidend an der Eroberung von Lima und Callao beteiligt war.

## Demografie und Geografie
Laut der Volkszählung aus dem Jahr 2017 leben in Curaco de Vélez 3829 Einwohner, davon sind 1853 männlich und 1976 weiblich. 28,9 % leben in urbanem Gebiet, der Rest in ländlichem Gebiet. Neben dem Hauptort Curaco de Vélez gehören eine Vielzahl an kleineren Dörfer und Siedlungen zur Kommune, etwa San Javier und Huyar. Die Kommune hat eine Fläche von 80 km² und grenzt über Land nur im Süden an die Kommune Quinchao. Über die Straße von Dalcahue besteht jedoch eine häufige Fährverbindung in die Kommune Dalcahue.
Die Kommune ist von den Stränden und Feldern geografische geprägt. Die dortigen Feuchtgebiete dienen südamerikanischen Pazifikvögeln als Brutgebiete und werden deswegen konserviert.

## Wirtschaft und Politik
In Curaco de Vélez gibt es 44 angemeldete Unternehmen, Hauptwirtschaftsquellen sind die Landwirtschaft und die Fischerei. Der aktuelle Bürgermeister von Curaco de Vélez ist Luis Curumilla Sotomayor von der christdemokratischen PDC. Auf nationaler Ebene liegt Curaco de Vélez im 58. Wahlkreis, unter anderem zusammen mit Castro, Hualaihué und Palena.

## Fotogalerie

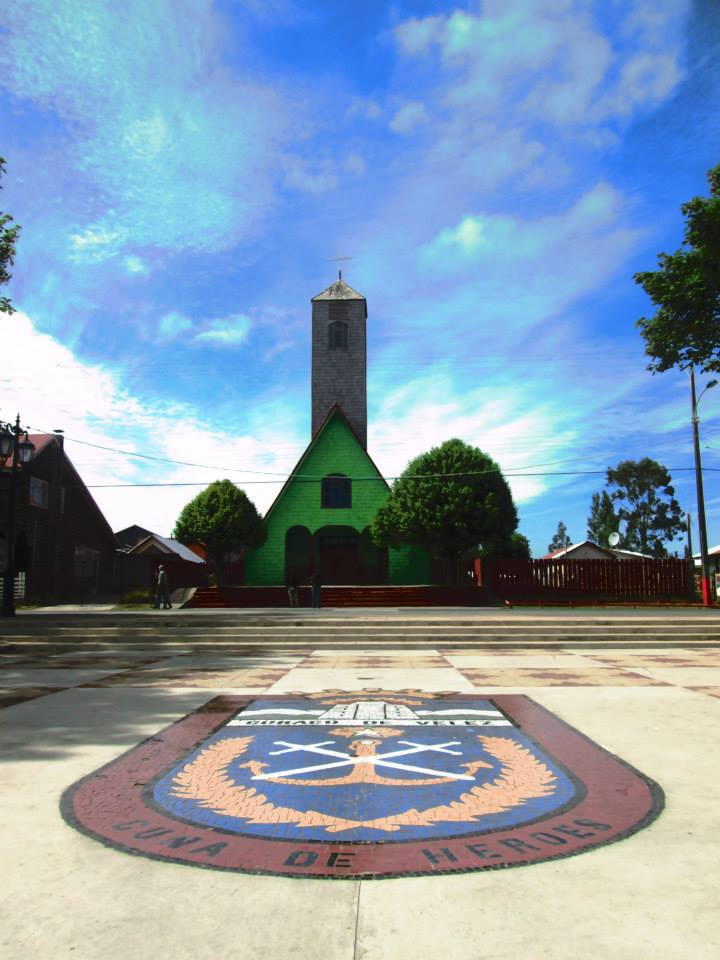
Die Kirche von Curaco de Vélez
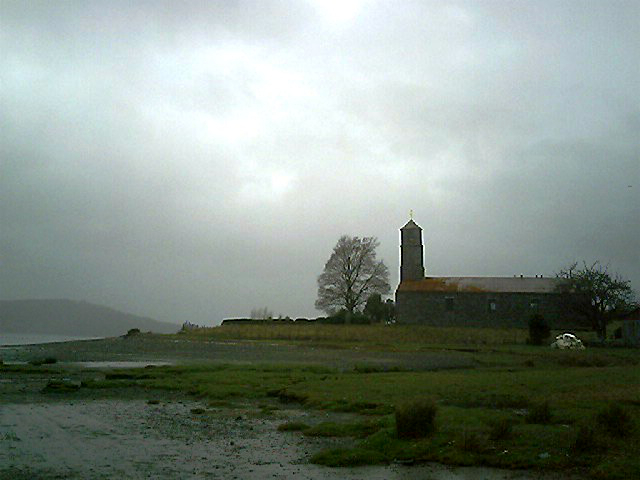
Die Kirche von San Javier
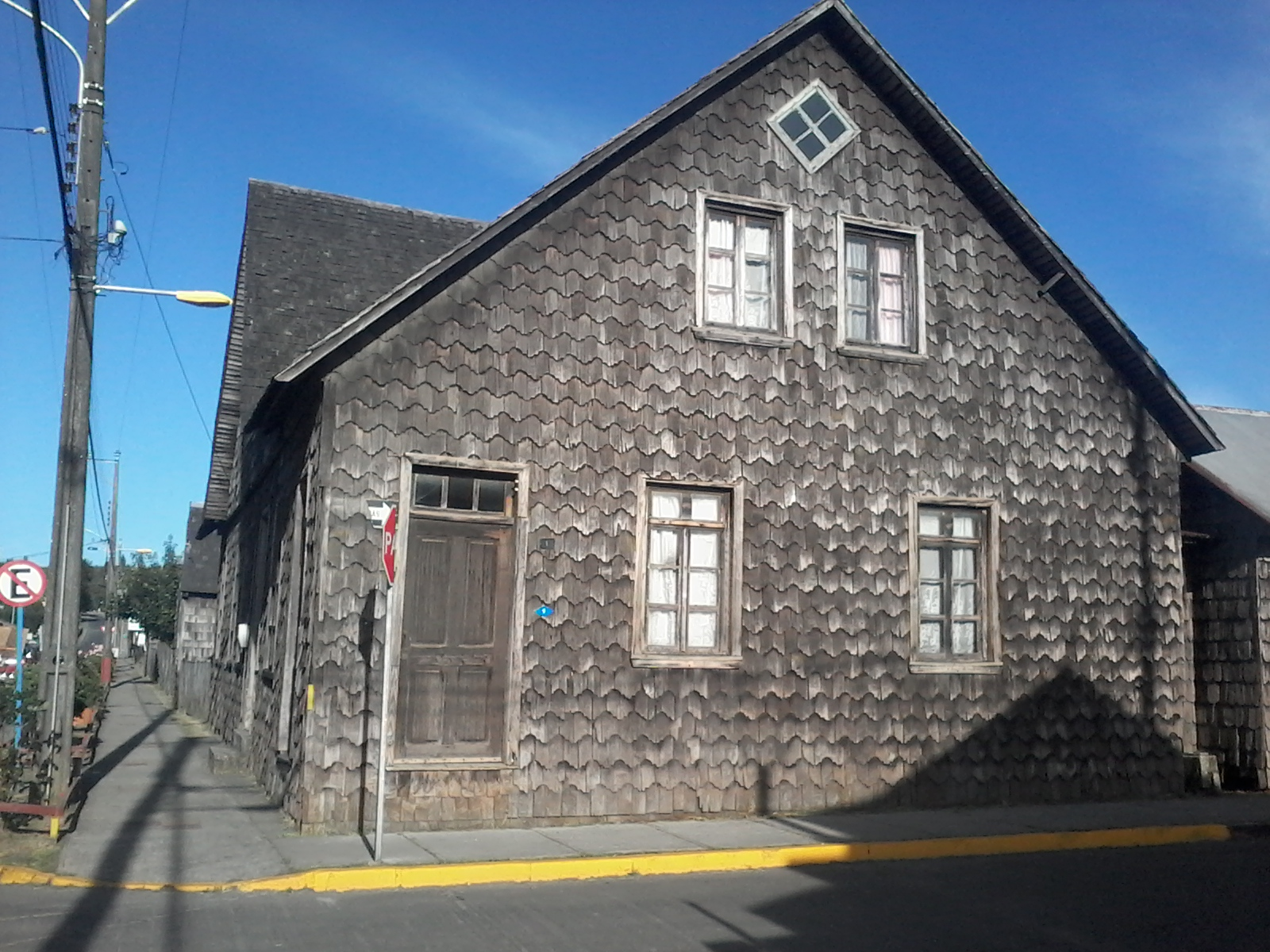
Historisches Haus in Curaco de Vélez
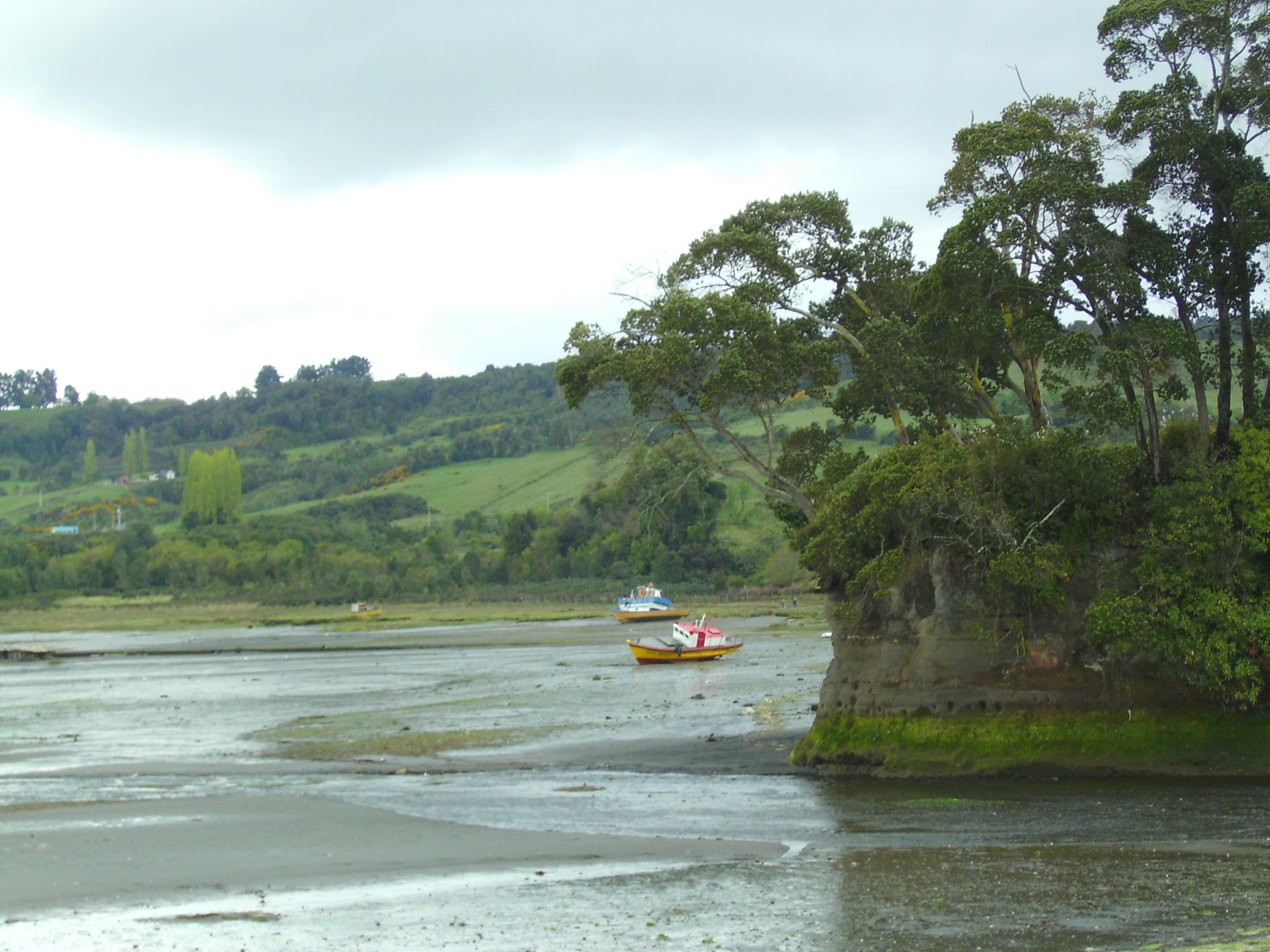
Umgebung von Curaco de Vélez
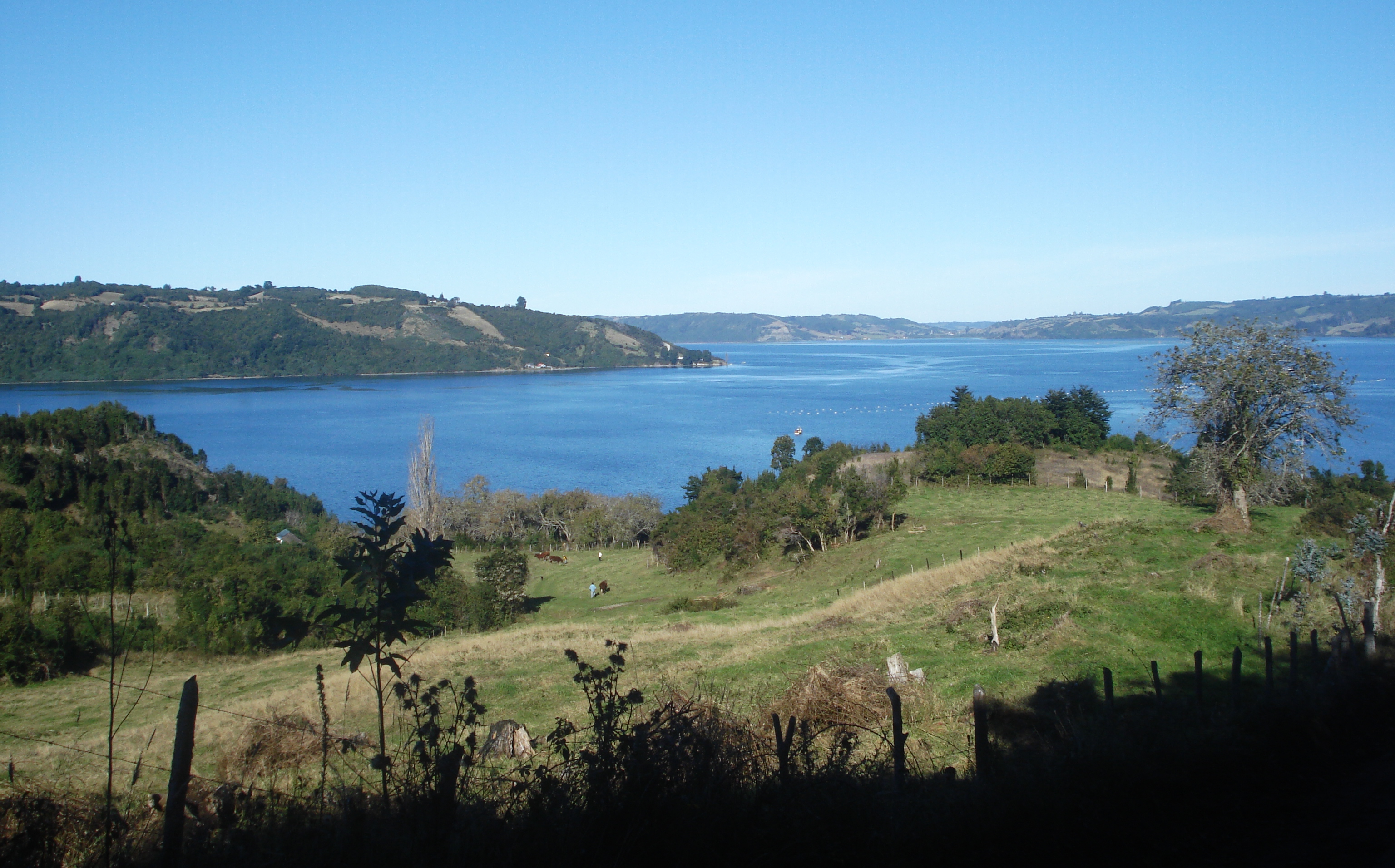
Blick auf die Insel Quinchao